# Aicha Mezemate
Aicha Mezemate (ur. 6 czerwca 1991) – algierska siatkarka, reprezentantka kraju, grająca jako środkowa. Obecnie występuje w drużynie Naceria Club Bejaia.